# Kliometri
Kliometri (også stavet cliometri), somme tider kaldt ny økonomisk historie eller økonometrisk historie er den systematiske anvendelse af økonomisk teori, økonometriske teknikker og andre formelle eller matematiske metoder til studiet af historie (især social og økonomisk historie). Det er dermed en kvantitativ (som modsætning til kvalitativ eller etnografisk) tilgang til økonomisk historie. Navnet kliometri kommer fra Klio eller Kleio, som var historiens muse, og blev oprindelig dannet af den matematiske økonom Stanley Reiter i 1960.

## Kliometriens historie
Ny økonomisk historie opstod i 1960'erne og mødte oprindelig modstand i universitetskredse, fordi mange daværende økonomiske historikere enten var historikere af uddannelse eller økonomer, der havde meget lille kendskab til økonomisk modellering og statistisk metode.
Nøgleområder var transporthistorie, slaveri og landbrug. Kliometrien vandt større udbredelse, da Douglass North og William Parker blev redaktører af det videnskabelige tidsskrift Journal of Economic History i 1960. Sammenslutningen The Cliometric Society blev grundlagt i 1983. I dag er kliometriske tilgange en standardmetode i mange økonomisk-historiske tidsskrifter.
Ifølge kliometrikeren Claudia Goldin havde den kliometriske revolutions succes en utilsigtet bivirkning: De økonomiske historikeres uddøen ved universiteternes historie-institutter. Da økonomiske historikere begyndte at bruge de samme redskaber som økonomer, kom de også til at ligne og virke som andre økonomer. Med Goldins ord "udryddede de nye økonomiske historikere den anden gruppe.

### Kliometri i Danmark
I Danmark er den tidligere overvismand, professor Niels Kærgård, en fremtrædende repræsentant for den kliometriske skole. Hans doktorafhandling "Økonomisk vækst - en økonometrisk analyse af Danmark 1870-1981" var således en kliometrisk analyse af Danmarks økonomiske udvikling. Kærgård gav endda den økonometriske model, som var omdrejningspunktet i afhandlingen, navnet CLEO.

## Nobelprisen i økonomi
I oktober 1993 tildeltes Sveriges Riksbanks pris i økonomi (normalt omtalt som Nobelprisen i økonomi) til Robert Fogel og Douglass Cecil North "for at have fornyet forskningen i økonomisk historie." Akademiet nævnte, at "de var pionerer i den afdeling af økonomisk historie, der er blevet kaldt "ny økonomisk historie" eller kliometri". Fogel og North fik prisen for at anvende den moderne økonomiske forsknings teoretiske og statistiske redskaber på den historiske fortid inden for emner, der rækker fra slaveri og jernbaner til søtransport og ejendomsrettigheder.
Fogel beskrives ofte som den moderne økonometriske histories far. Han er især kendt for at bruge omhyggeligt empirisk arbejde til at modbevise konventionel visdom. North blev æret som pioner inden for den "nye" institutionelle historie. I Nobelstiftelsens begrundelse blev særligt henvist til en artikel fra 1968 om søtransport, hvor North viste, at organisatoriske ændringer spillede en større rolle i at forøge produktiviteten, end teknologiske fremskridt.